# Глянець (фільм)
Глянець — російська сатирична мелодрама 2007 року режисера Андрія Кончаловського.
У 2007 року на кінофестивалі «Кінотавр» картина Глянець була частиною конкурсної програми.

## Сюжет
Галя, працівниця провінційної фабрики, мріє стати знаменитою моделлю. Тому вона залишає батьків-алкоголіків разом зі своїм буйним хлопцем і їде до Москви. Врешті-решт її наймає великий кутюр'є швачкою. На одному з їхніх шоу вона проходить по подіуму як модель. Через це її відразу ж звільнили. Згодом вона стає помічницею власника надзвичайно ексклюзивного шлюбного агентства, яке влаштовує шлюби для багатих чоловіків з найкрасивішими моделями в Москві. Галя, яка лише думає про кар'єру, просувається в цьому світі розкоші та грошей і буде робити все для досягнення своїх цілей.

## Актори
- Юлія Висоцька — Галя Соколова
- Юріс Лауціньш — Федір, батько Галі
- Efim Shifrin — Марк Шиффер, модельєр
- Олексій Серебряков — Стасіс
- Геннадій Смирнов — Петя, власник модельного агентства
- Ірина Розанова — Марина Юріївна, редактор глянцевого журналу
- Олександр Домогаров — Міша Клименко
- Ольга Арнтгольц — Настя
- Тетяна Арнтгольц — Оксана
- Ольга Мілояніна — Жанна
- Олексій Гришин — режисер
- Артемій Троїцький — злодій в законі
- Олексій Колган — Володя
- Федір Бондарчук
- Гоша Куценко
- Олександр Ільїн — Мікула
- Сергій Маковецький
- Андрій Носков — Гліб
- Йола Санько — мати Галі
- Микола Фоменко
- Олена Дробишева
- Яна Поплавська
- Ілля Ісаєв — Вітеок
- Олена Перова
- Олег Комаров
- Володимир Ширяєв
- Ельміра Туюшева — Інгебордж
- Юлія Снігір — модель
- Галина Стаханова — стара ткачиха

## Виробництво
Фільм знімався в Чорногорії, Москві та Ростові.